# Dragon Ball : Le Château du démon
 (mai 2024).
Dragon Ball : Le Château du démon (ドラゴンボール　魔神城のねむり姫, Doragon Bōru: Majin-Jō No Nemuri Hime) est un film d'animation japonais réalisé par Daisuke Nishio, sorti 1987. Il s'agit d'un film de la franchise Dragon Ball produit et sortie en parallèle de la première série Dragon Ball.

## Synopsis
Alors qu’il arrive sur l’île de Kamé Sennin, Son Goku rencontre Krilin. Pour devenir tous deux élèves du Maître, ils vont devoir passer une épreuve : lui ramener une jolie jeune fille. Ils partent alors à la recherche d’une princesse qui est enfermée dans un château…

## Fiche technique
- Titre original : ドラゴンボール　魔神城のねむり姫 (Doragon Bōru: Majin-Jō No Nemuri Hime)
- Titre français : Dragon Ball : Le Château du démon
- Réalisation : Daisuke Nishio
- Scénario : Keiji Terui, adapté du manga Dragon Ball d’Akira Toriyama
- Musique : Shunsuke Kikuchi
- Directeur de l’animation : Minoru Maeda
- Producteur exécutif : Chiaki Imada
- Société de production : Tōei animation
- Pays d’origine :  Japon
- Format : Couleurs
- Genre : Aventure, fantastique
- Durée : 43 minutes
- Dates de sortie
  - Japon : 18 juillet 1987
  - France : 1990, AB Vidéo (version remontée), 1995, AK Vidéo (version normale)

## Distribution
- Tōru Furuya (VF : Éric Legrand) : Yamcha
- Daisuke Gōri (VF : Georges Lycan) : Umigame, Ghaster
- Masato Hirano (VF : ?) : démons
- Shōzō Iizuka (VF : Georges Lycan) : Butler
- Mami Koyama (VF : Annabelle Roux) : Lunch
- Kōhei Miyauchi (VF : Pierre Trabaud) : Kamé Sennin
- Masako Nozawa (VF : Brigitte Lecordier) : Son Goku
- Nachi Nozawa (VF : Frédéric Bouraly) : Lucifer
- Kazuo Oka (VF : ?) : démons
- Ikuya Sawaki (VF : ?) : démons
- Hiromi Tsuru (VF : Céline Monsarrat) : Bulma
- Mayumi Tanaka (VF : Francine Lainé) : Krilin
- Kazumi Tanaka (VF : ?) : démons
- Ryōichi Tanaka (VF : ?) : démons
- Naoki Tatsuta (VF : Philippe Ariotti) : Oolong
- Naoko Watanabe (VF : ?) : Puerh
- Jōji Yanami (VF : Georges Lycan) : Narrateur

## Commentaire
Ce film est la suite directe du précédent opus sur Dragon Ball. Il ne se situe nullement dans la trame principale en raison que le souhait de Muten Rôshi n'est pas de ramener une femme mais un rubis. Le film présente également Lunch qui agit dans un contexte totalement différent de celui du manga.

## Autour du film
Il s’agit de la seconde adaptation de Dragon Ball au cinéma. Ce moyen-métrage sera diffusé dans le cadre de la Toeï Anime Fair de juillet 1987. Il sortira pour la première fois en vidéo en France sous le titre Dragon Ball : Le Film, du moins quelques scènes car cette adaptation française sera un montage des trois premiers films de Dragon Ball. Lors de sa sortie en salle, il était projeté avec Éris : La Légende de la pomme d’or, le film de Maskman et le film de Metalder.